# Zala Gomboc
Zala Gomboc (* 11. Dezember 1995 in Celje) ist eine slowenische Fußballspielerin und Ski Alpin Slalom Läuferin.

## Leben
Gomboc wurde Cejle geboren und besuchte im benachbarten Zreče die renommierte Sportschule Osnova Šola Zreče. Dort gehörte sie von 2006 bis 2009 zum Ski Alpin Slalom Team der OŠ Zreče und nahm an mehreren nationalen Wettbewerben teil.

### Karriere

#### Verein
Sie startete ihre Karriere mit dem ŽNK Zreče und durchlief sämtliche Jugendmannschaften bis zur C-Jugend. Im Sommer 2010 verließ Gomboc die C-Jugend von Zreče und wechselte in die Seniorenmannschaft des ŽNK Rudar Skale. Am 27. März 2010 gab sie im Alter von 15 Jahren ihr Seniordebüt im Heimspiel gegen den ŽNK Maribor in der 1. ženska liga, der höchsten slowenischen Spielklasse.

#### Nationalmannschaft
Seit September 2013 gehört sie zum Kader für die Slowenische Fußballnationalmannschaft der Frauen.